# Acrometopia
Acrometopia (лат.) — род мух-серебрянок из подсемейства Chamaemyiinae.

## Описание
Мелкие светло-серые или чёрные мухи длиной тела до 4,5 мм. Голова вытянутая, Поверхности лба и лица образуют острый угол. Глаза разделены широким лбом, ширина которого на всём протяжении почти одинакова. В передней части лоб покрыт щетинками. На орбитах, вдоль внутреннего края глаз, расположены по 2—3 орбитальные щетинки. По паре щетинок имеются перед и после простых глазков, две пары (внутренняя и наружная) — за теменем. Третий членик усиков длинный.

## Экология
Экология плохо изучена. Личинки вероятно питаются червецами на корнях и влагалищах листьев злаков.

## Классификация
В состав рода включают пять видов.
- Acrometopia carbonaria (Loew, 1873)
- Acrometopia conspicua Papp, 2005
- Acrometopia reicherti (Enderlein, 1929)
- Acrometopia setosifrons Cogan, 1978
- Acrometopia wahlbergi (Zetterstedt, 1846)

## Распространение
Встречаются в Палеарктике, Ориентальной области и на севере Австралазии